# Maing
Maing ist eine französische Gemeinde mit 3970 Einwohnern (Stand: 1. Januar 2022) im Département Nord in der Region Hauts-de-France. Sie gehört zum Gemeindeverband Valenciennes Métropole, zum Arrondissement Valenciennes und zum Kanton Aulnoy-lez-Valenciennes. Die Einwohner heißen Maingeois.

## Geografie
Die Gemeinde Maing liegt fünf Kilometer südwestlich von Valenciennes an der kanalisierten Schelde am Ostrand des Nordfranzösischen Kohlereviers. Umgeben wird Maing von den Nachbargemeinden Trith-Saint-Léger im Norden, Famars im Osten, Quérénaing im Süden, Monchaux-sur-Écaillon im Südwesten, Thiant im Westen sowie Prouvy im Nordwesten.

## Bevölkerungsentwicklung
| Jahr                       | 1962 | 1968 | 1975 | 1982 | 1990 | 1999 | 2011 | 2020 |
| Einwohner                  | 3354 | 4244 | 4483 | 4445 | 4183 | 3845 | 4010 | 4039 |
| Quellen: Cassini und INSEE |      |      |      |      |      |      |      |      |

## Sehenswürdigkeiten und Kultur
- Reste der Zisterzienserabtei von Fontenelle, begründet 1212, 1566 zerstört
- Kirche Saint-Géry, im 14. Jahrhundert erbaut, Teile des Interieurs sind als Monument historique eingetragen
- Kapelle Notre-Dame du Saint Cordon
- Donjon aus dem 14. Jahrhundert, Monument historique seit 1989
- Rathaus, 1847 errichtet
- Britischer Soldatenfriedhof

Die Riesenfigur Tiot Mitt repräsentiert die Gemeinde.

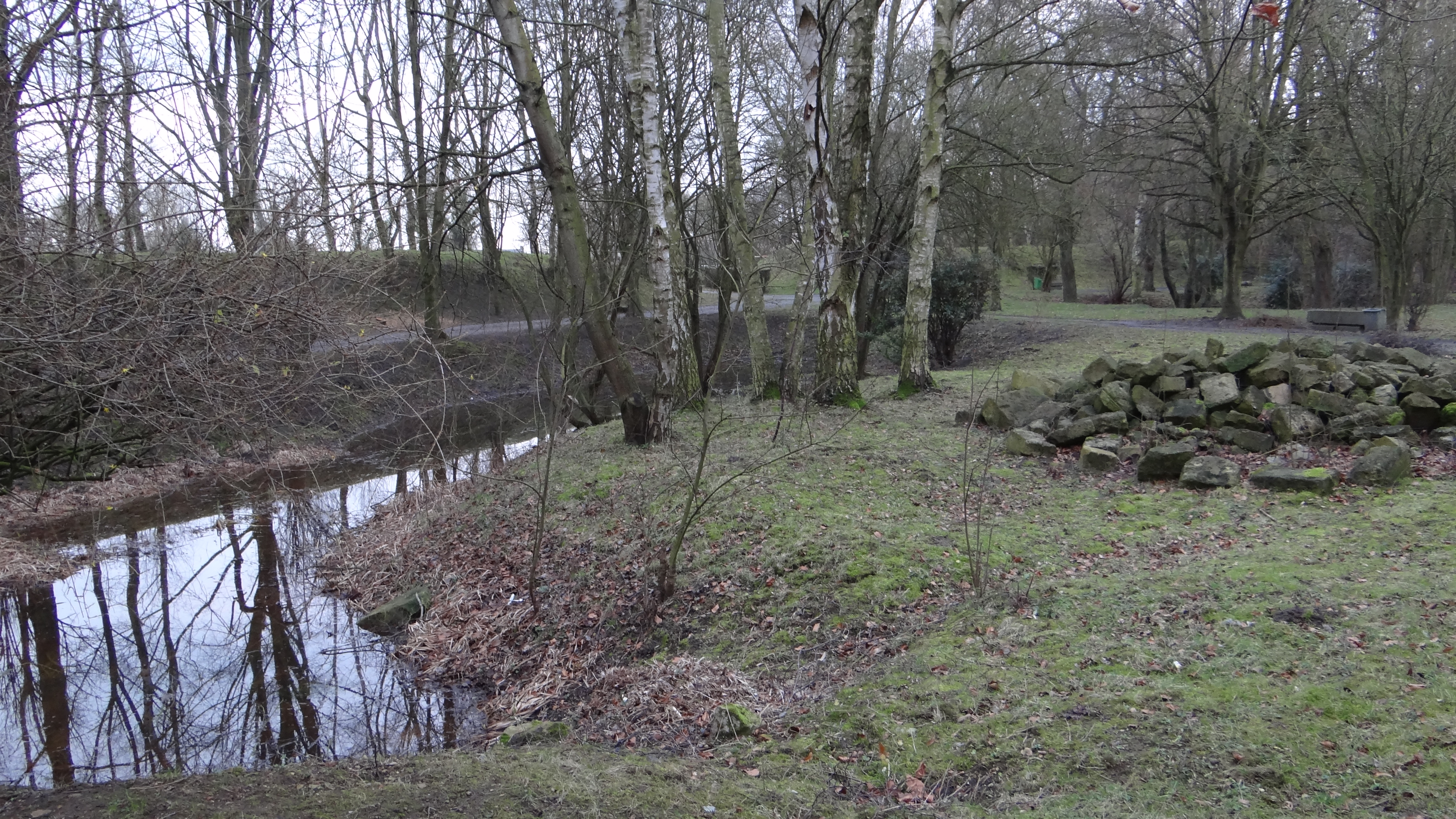
Überreste des ehemaligen Klosters Fontenelle
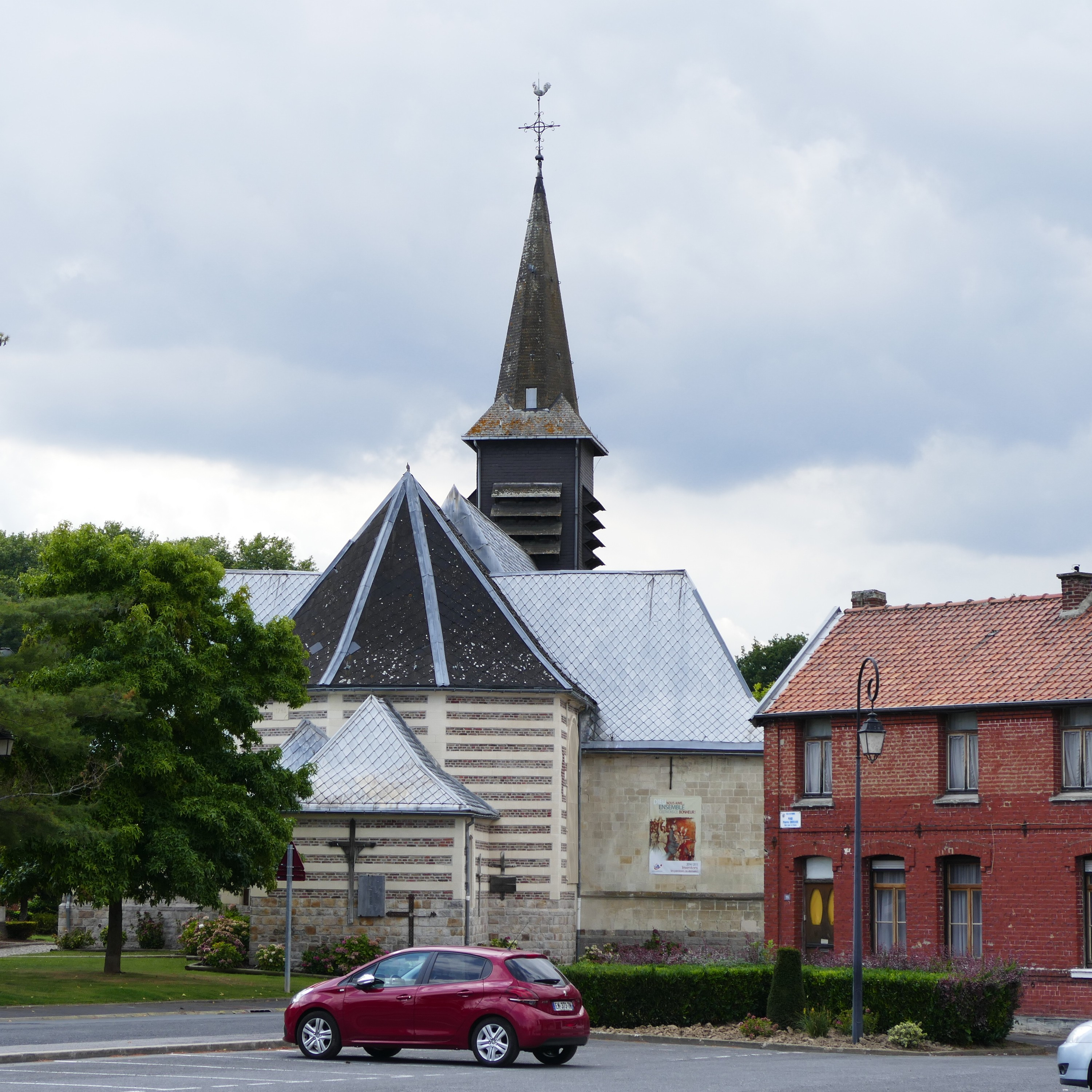
Kirche Saint-Géry
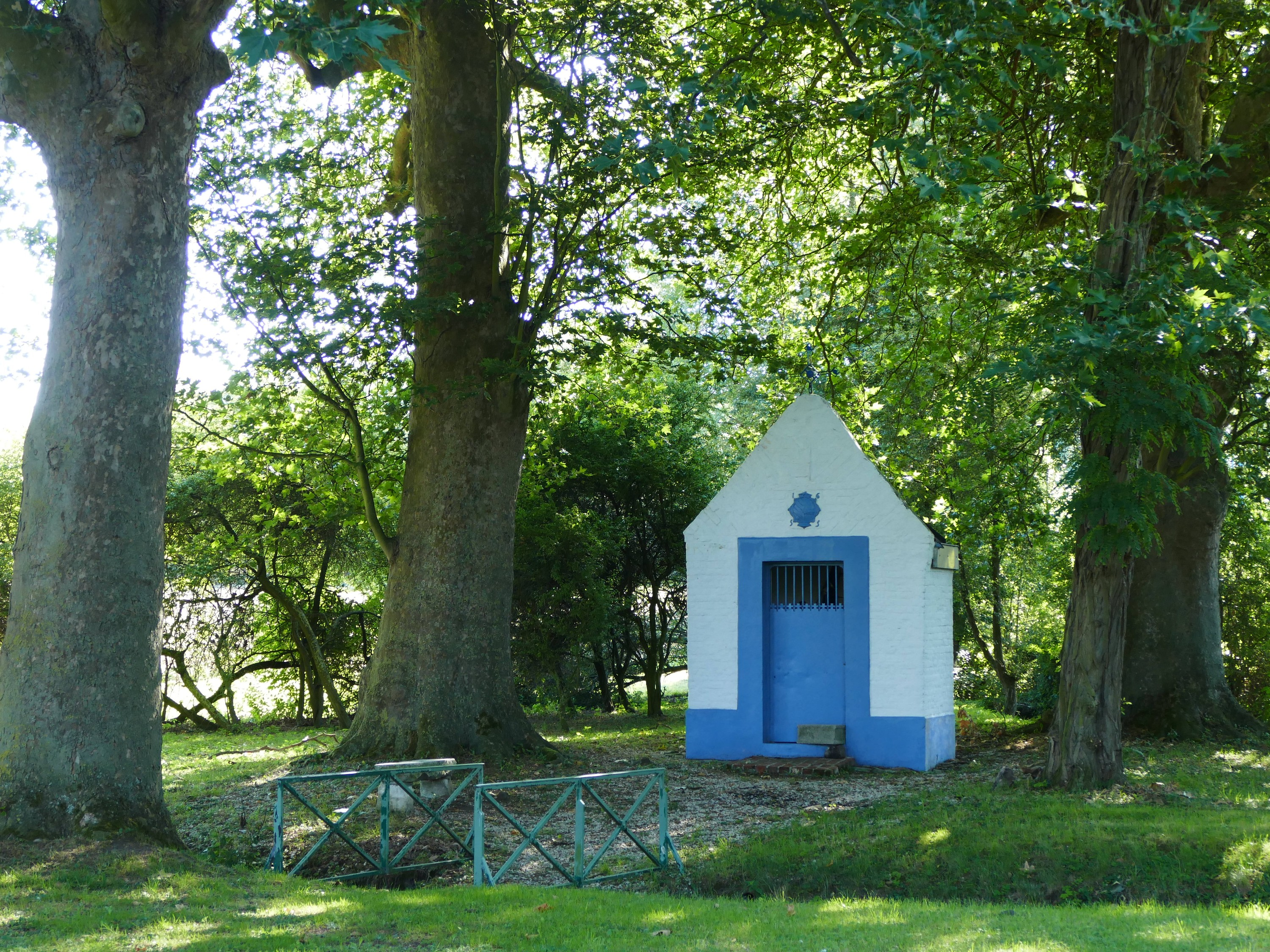
Kapelle Notre-Dame-du-Saint-Cordon

## Städtepartnerschaft
Zwischen 1992 und 2017 bestand eine Städtepartnerschaft mit der deutschen Stadt Hohen Neuendorf.
Die Partnerschaft wurde durch die Stadtverordnetenversammlung Hohen Neuendorfs gekündigt, da die Beziehungen schon seit Jahren brach lagen.
Ein letzter Wiederbelebungsversuch wurde durch den französischen Bürgermeister Phillipe Baudrin abgelehnt „...er sehe keine Perspektive der Kontakte mehr...“. Das französische Partnerschaftskomitee hatte sich bereits 2014 aufgelöst.

## Persönlichkeiten
- Johanna von Valois (1294–1352), Prinzessin, Schwiegermutter des Schwarzen Prinzen, in der Abtei von Fontenelle verstorbenen Johanna von Valois